# Kostel svatého Petra a Pavla (Horažďovice)
Gotický kostel svatého Petra a Pavla se nachází v Horažďovicích v jihozápadních Čechách. Byl založen kolem roku 1260 za Bavora II. pána ze Strakonic a Bavorova. Je chráněn jako kulturní památka České republiky.

## Historie
Kostel byl založen v letech 1260-73 současně se založením města. Rozestavěný kostel dokončili johanité v první čtvrtině 14. století. Věž hranolového tvaru byla upravena roku 1454. Roku 1729 bylo přistavěno šnekové schodiště na věž. Jak vypadala věž dříve není známo. Při obléhání roku 1619 bylo město vypáleno a shořela i věž v horní části. Byly zničeny i zvony a orloj. Roku 1627 zničil věž další požár a oprava se uskutečnila za velkopřevora hraběte Ditrichštejna roku 1729. Roku 1741 byla věž restaurována podle plánu stavitele Václava Germáře. Poslední výmalba se uskutečnila v letech 1968 - 1969. Výměna části krovu proběhla v roce 1975.

## Dispozice
Kostel je bazilikální trojlodní. Presbytář je zakončen pětibokým závěrem. Po obou stranách jsou místnosti: sakristie (nad ní klenotnice) a na druhé straně kaple sv. Barbory (nad ní je klenutá místnost, která tvoří patro věže. Hlavní loď je v šířce presbytáře a to je 7,5 metru. Lodě vedlejší jsou v šíři 4 metry a od hlavní lodi odděleny deseti pilíři. Ty jsou od sebe vzdálené 3,8 metru a vysoké 5 metrů. Délka bočních lodí je 28 metrů. Celková vnitřní délka chrámu je 46,5 metru.

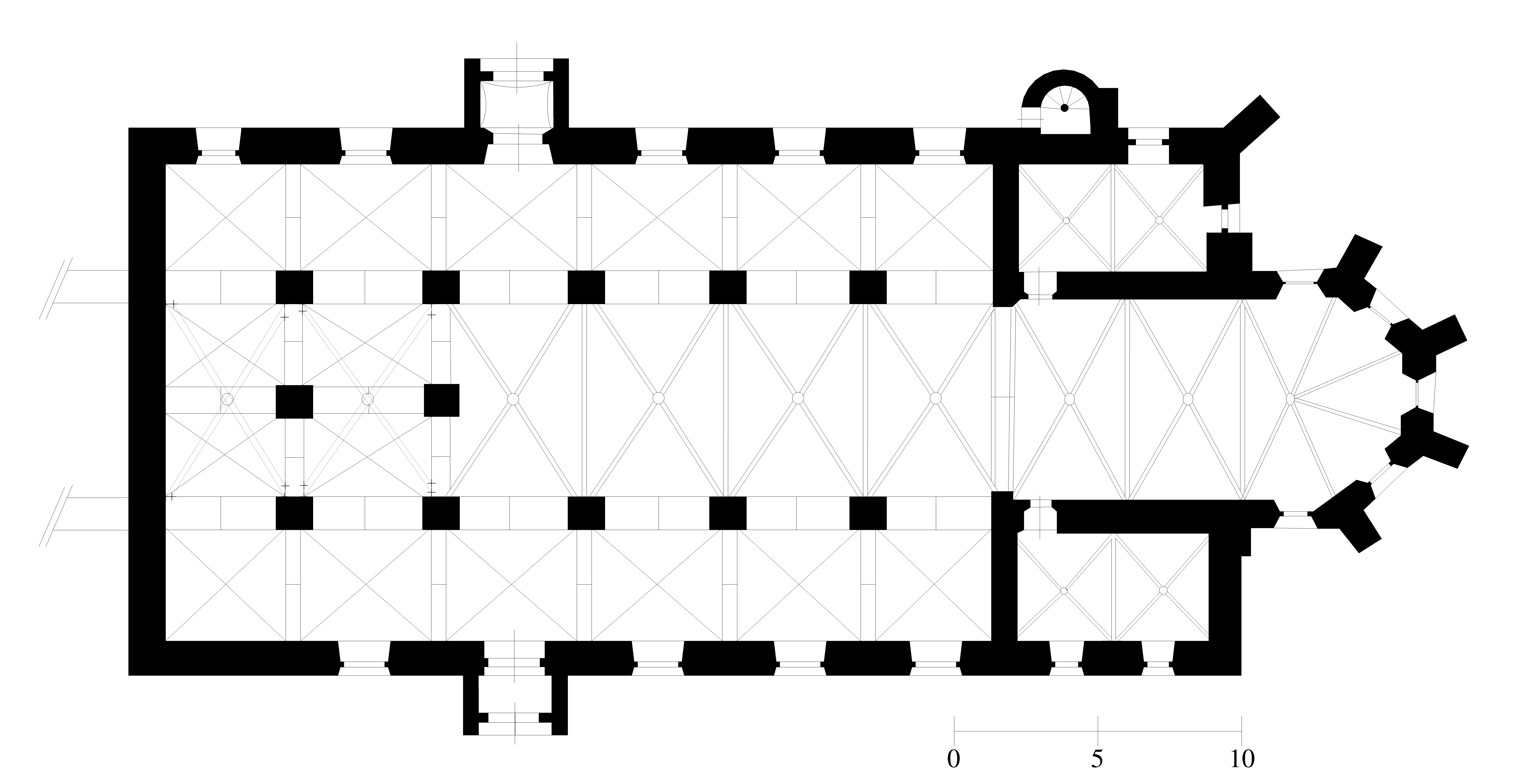
Kostel sv. Petra a Pavla (Horažďovice) - půdorys

## Architektura
Západní průčelí tvoří vysoká štítová zeď s oknem a je podepřena průchozími půloblouky z lomového kamene.
Na nárožích presbytáře jsou dvakrát odstupněné opěrné pilíře. Presbytář je zaklenut dvěma poli a kápěmi pětibokého závěru. Žebra se sbíhají na štíhlé půlválcové přípory s kalichovitými hlavicemi křížové klenby ukončenými konzolkami geometrického tvaru. Po obou stranách presbytáře jsou portálky s ustupujícím profilem. Na epištolní straně (při pohledu k oltáři vpravo) se nachází sedile o třech místech, které sloužilo k posazení duchovních a dalších přisluhujících. Sedile má 3 výrazně gotické kružby - trojlisty. Náběhy klenebních žeber jsou typologicky podobné k chóru dominikánského kostela v Českých Budějovicích. Podobné řešení se nachází i v chóru klášterního kostela v dolnorakouském Heiligenkreuzu. 
V západní části lodi je kruchta na šesti pilířích, podklenutá křížovými klenbami na kamenných pásech. Prostor na tribuně byl přístupný od západu portálkem. Část jeho ostění je stále rozeznatelná na vnější líci západního průčelí kostela. Na severní a jižní straně se nacházejí arkády, které jsou přístupné z schodiště ke kruchtě.
Do bočních lodí se hlavní loď otevírá arkádami s hrotitými oblouky, které spočívají na masivních hranolových pilířích.
Severní tribuna je přístupná samostatným vchodem ze schodiště. Jižní tribuna byl dříve také přístupná, dnes na ni již schody nevedou, jsou zazděné. Obě tribuny jsou jen přes jedno patro, dříve byly stavebně předchůdcem kruchty.

### Klenba
Klenba obou postranních lodí ukazuje na původní stavbu. Je zde 12 polí křížových kleneb bez žeber. Hlavní loď je členěna na 6 polí křížové klenby s žebry jednoduše vyžlabenými. Ta se protínají v kruhových svornících na vrcholu klenby. A sbíhají na půlválčité přípory s talířovitým náznakem hlavice či na geometrické konzoly. Jednu z těchto konzol tvoří mascaron.
Výška křížové klenby je 5,75 metru. Výška presbytáře je 13 metrů. Výška lodi je 13,75 metru.

### Okna
Okna jsou dvojího typu. Hlavní loď má po čtyřech eliptických oknech na každé straně v nejvyšší části klenby, která jsou velká 1,2 x 1,5 metru. Druhým typem jsou okna přízemí a okna osvětlující kruchty, která jsou pravoúhlá velikosti 5 x 1,5 metru a jsou ukončena stlačeným obloukem. Těchto oken je 14. V západním zcela holém štítu je jedno gotické okno 3 metry vysoké. Při obnově vnějšku kostela byla na bočních lodích a tribunách nad nimi objevena špaletová lomená okna, která byla zazděná.

### Kruchta
Kruchta (kůr) je 9,5 metru široká a 6,5 metru vysoká. Kruchtu nesou čtyři hlavní pilíře a 2 slabší, které jsou sklenuté jako u postranní lodi. Nachází se v zadní části kostela, jsou na ní varhany. Kruchta je v tomto kostele jen přes jedno patro a nenavazuje na tribuny.

### Podlaha
Podlaha je z větších žulových desek a v bočních lodích a pod kruchtou jsou tyto žulové desky promíseny s náhrobními kameny, neboť sem bývala pohřbívána těla významných občanů města. Presbytář má podlahu vyvýšenou o jeden stupeň. Oltářní část je vyvýšena ještě o další tři stupně. Pod touto částí se nachází krypta.

## Vybavení
- Gotická křtitelnice o kruhovém tvaru se nachází v pravé boční lodi. Je kamenná s gotickými znaky.

- Náhrobek (Slicz z Drahenic) je vytesán z červeného mramoru a připojený k pilíři pravé boční lodi. Jedná se o figurální náhrobník Adama Šice z Drahenic z roku 1593.

- Hlavní oltář je pozdně barokní a je z roku 1775 [3] s centrálním obrazem svatého Petra a Pavla. Figurální výzdobu oltáře tvoří sochy andělů a obou sv. Janů. Součástí oltáře je i socha Panny Marie - jedná se o pozdně gotické dílo, které vzniklo kolem roku 1500.

- Část ostatního zařízení je od J. Hofmana z Rokycan z roku 1734: 2 protější boční oltáře sv. Františka a Anděla strážce, kazatelna, lavice, zpovědnice a dveře obou portálů v lodi.

- Dva protější boční rozvilinové oltáře sv. Jana Nepomuckého a sv. Ludmily se současými obrazy pochází z 18. století. Z téže doby je také rozvilinový oltářík sv. Barbory se současným obrazem.

## Věž
Nad kaplí sv. Barbory je čtyřpatrová věž, která se během století značně změnila. Okno v prvním patře je gotická práce. Starší podoba věže není známa. Při obléhání roku 1619 shořela i horní část věže. Roku 1627 zničil věž další požár a oprava se uskutečnila 1729. Roku 1741 byla věž restaurována podle plánu stavitele Václava Germáře. Vstup na věž je umožněn z náměstí půlválcovitým přístavkem z roku 1729.

## Fotogalerie

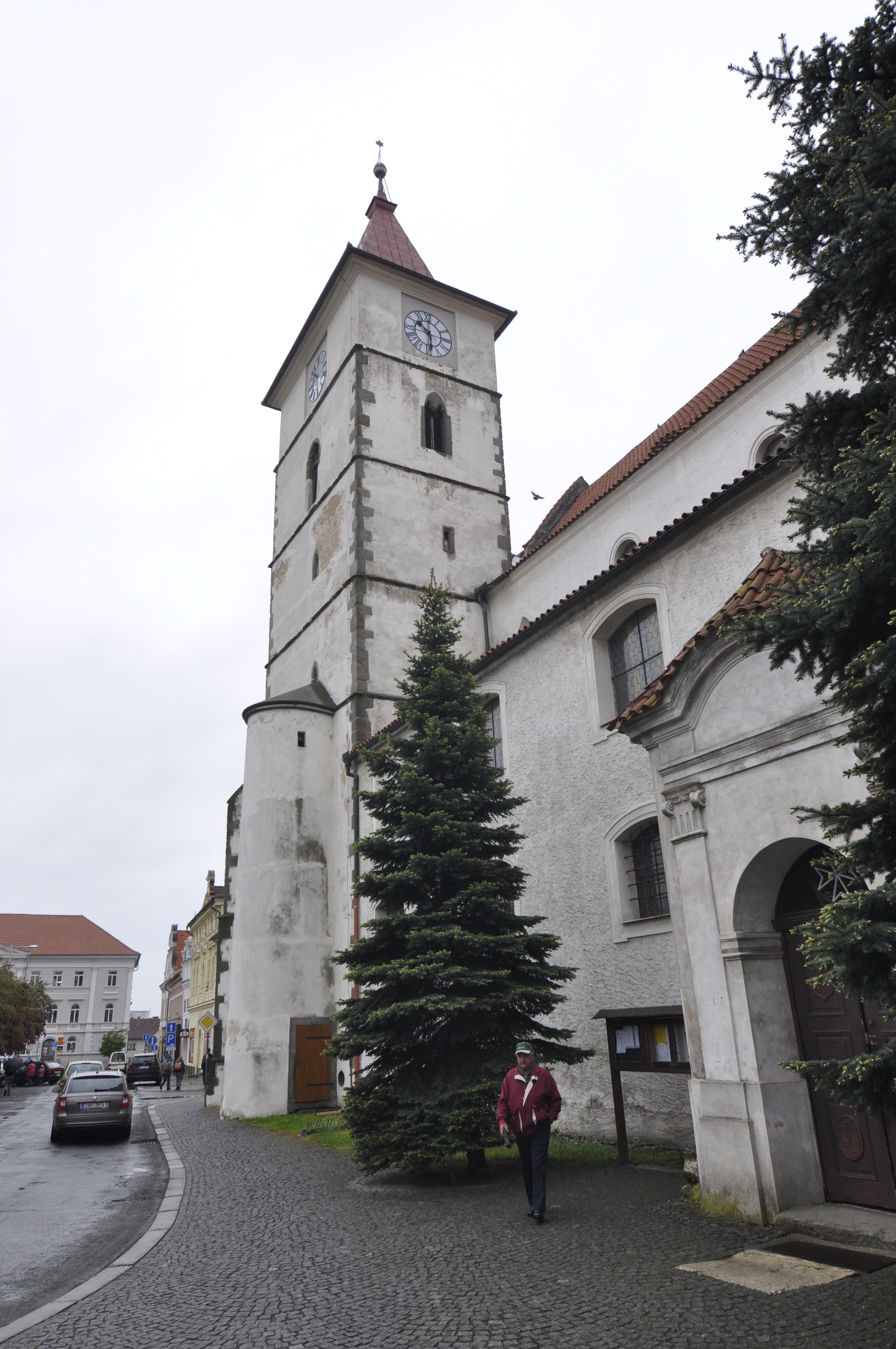
pohled na kostel a věž (sever)
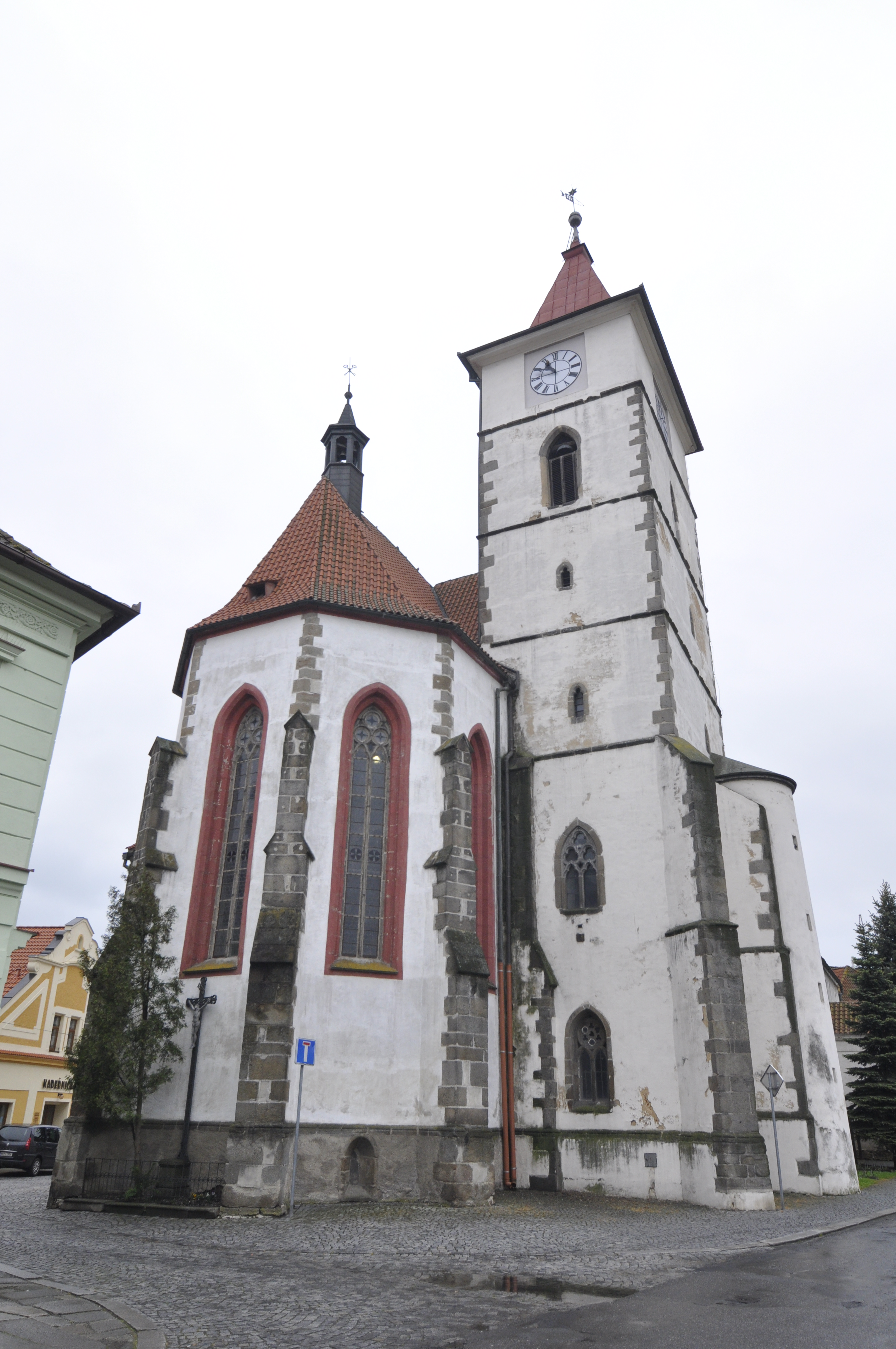
pohled na věž a presbytář (východ)
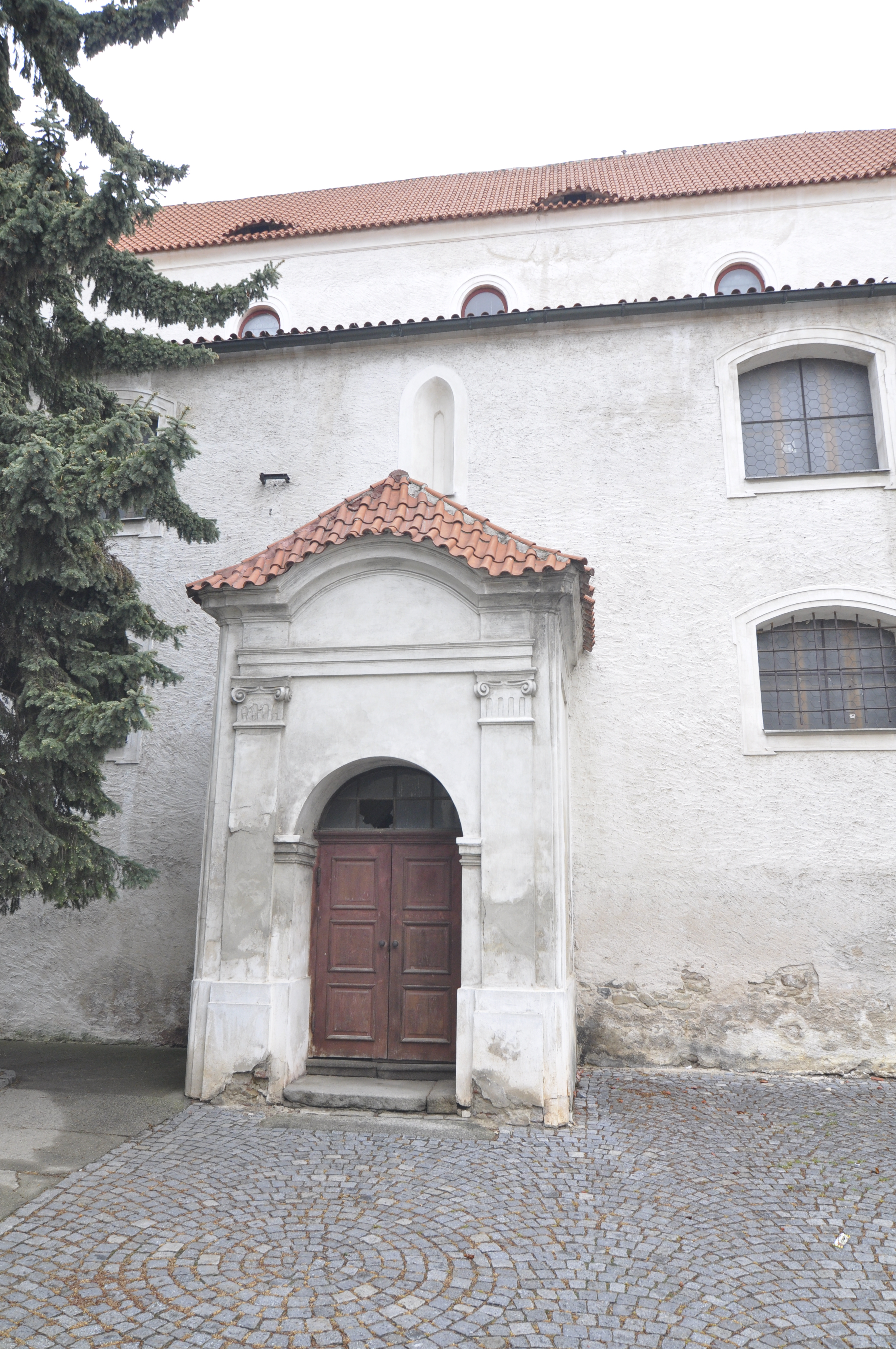
jižní pohled
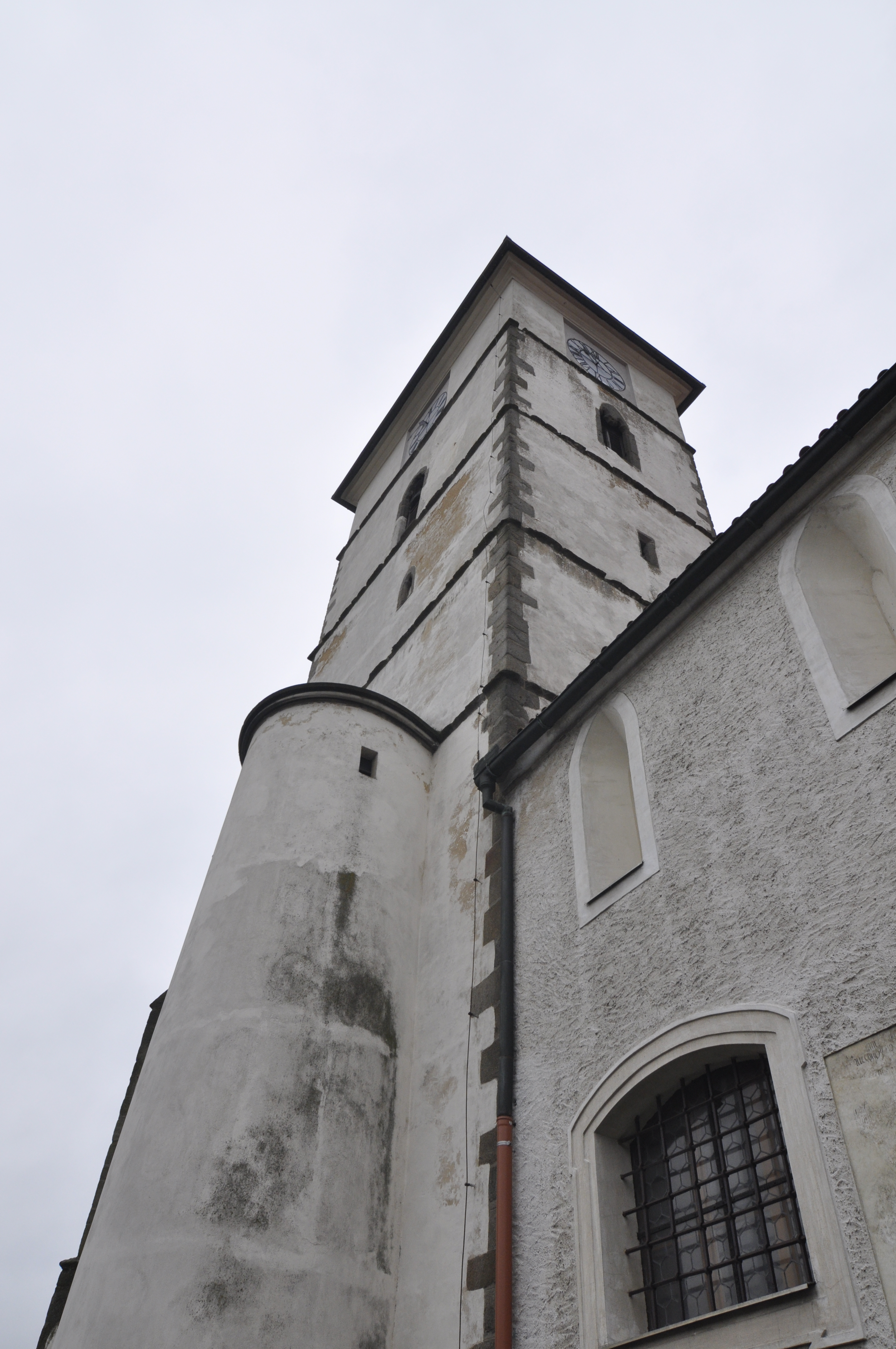
detailní pohled na věž
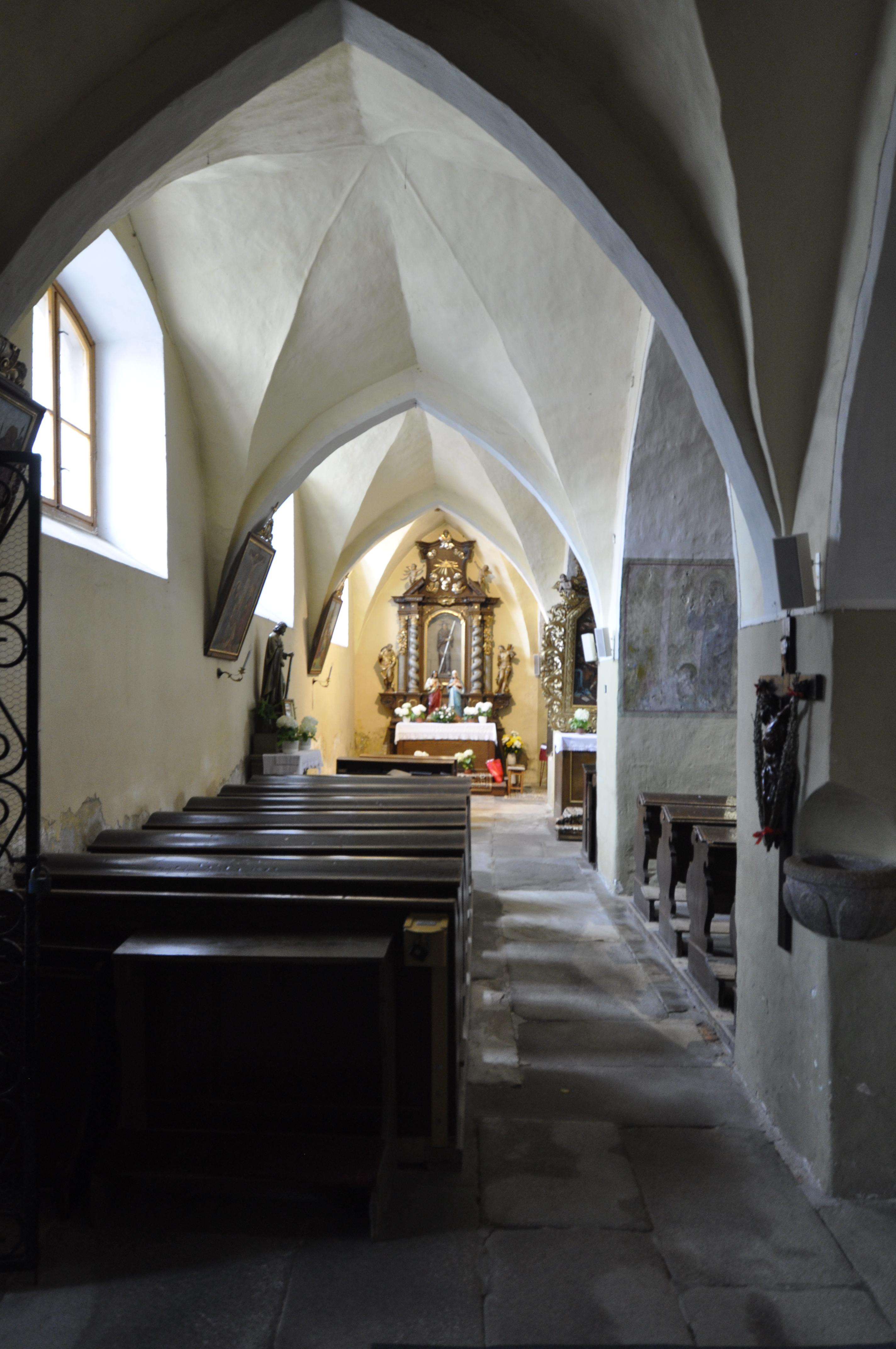
vedlejší loď - levá - severní
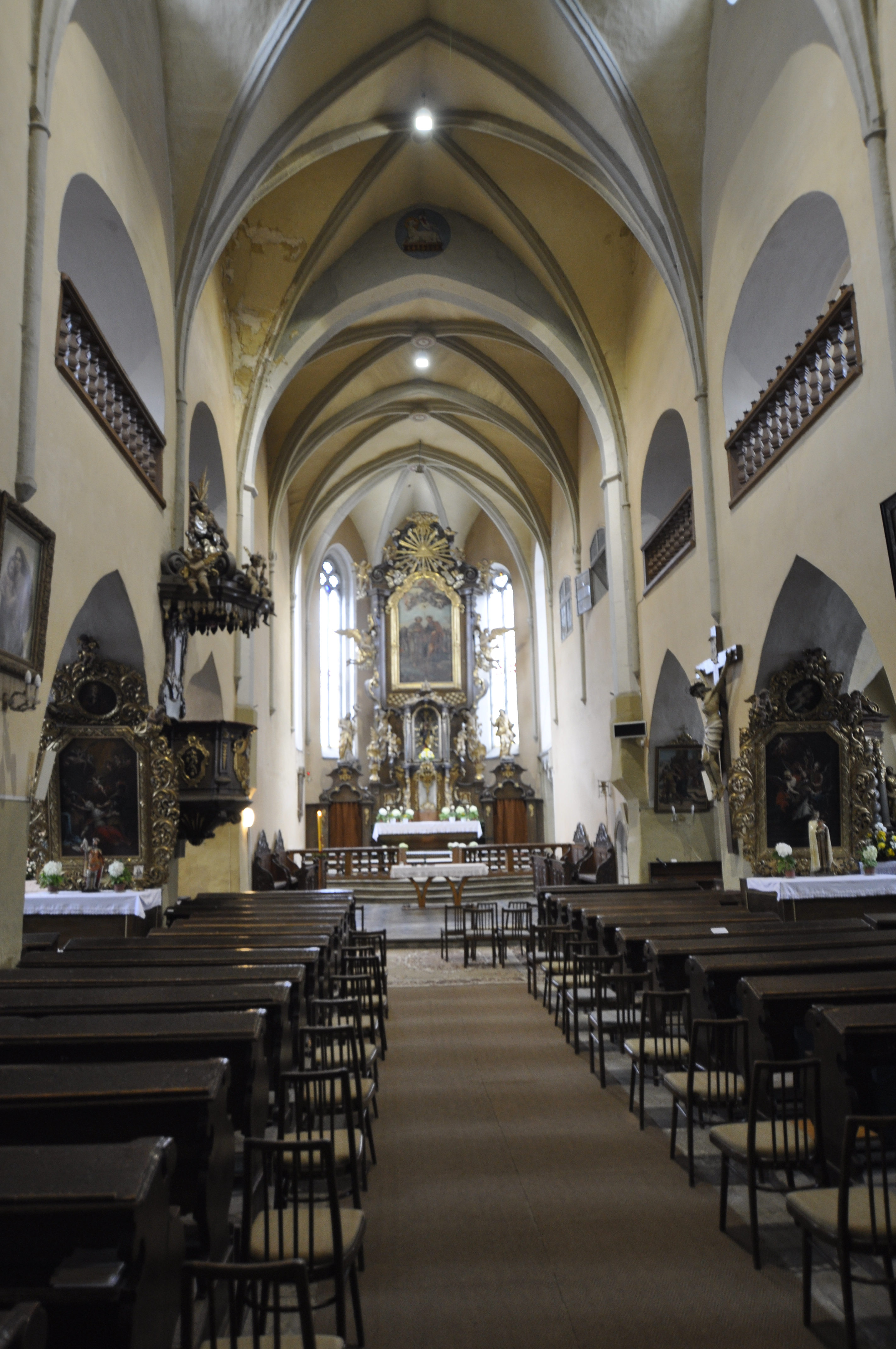
hlavní loď s presbytářem na východ
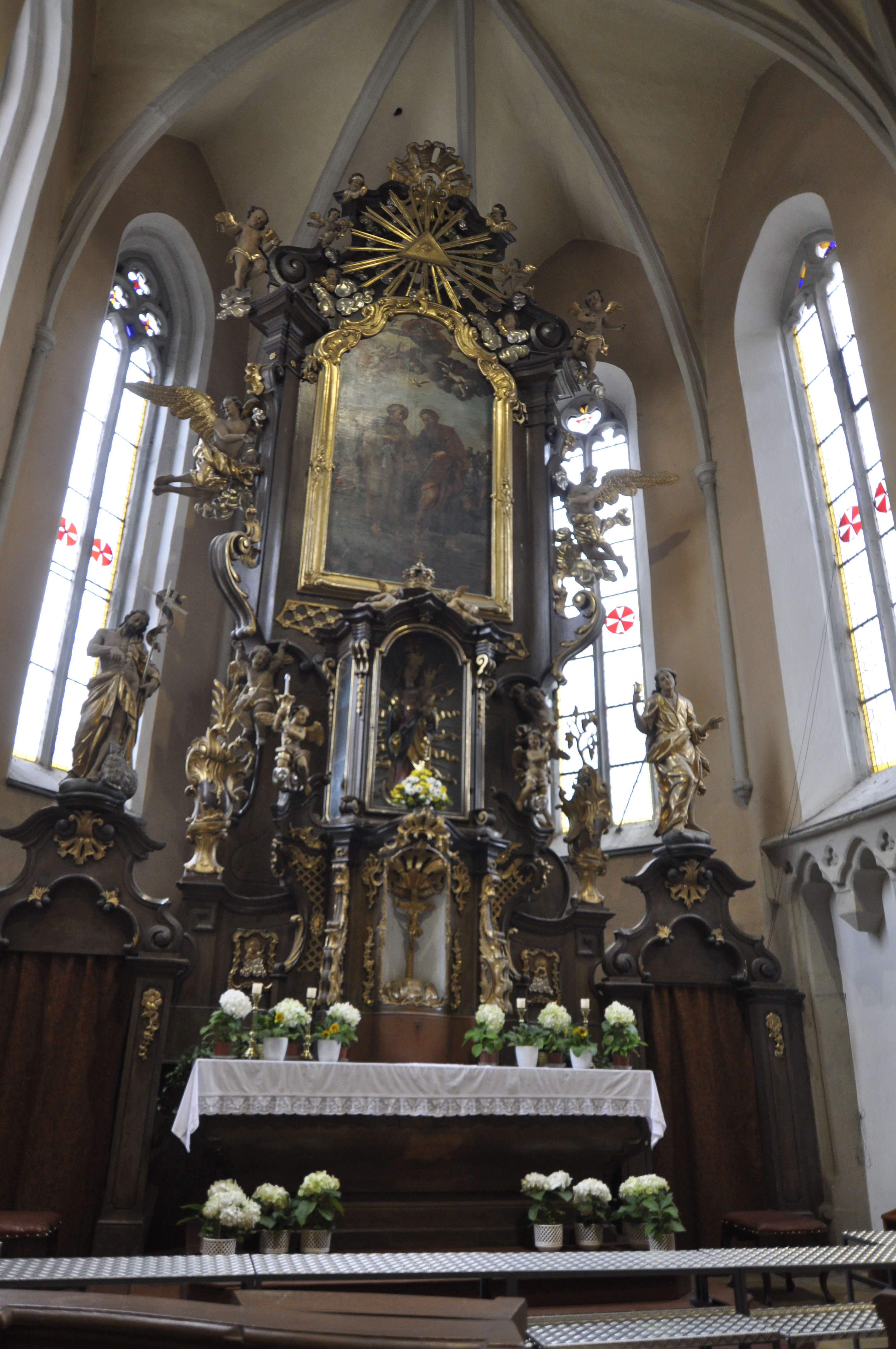
detail oltáře
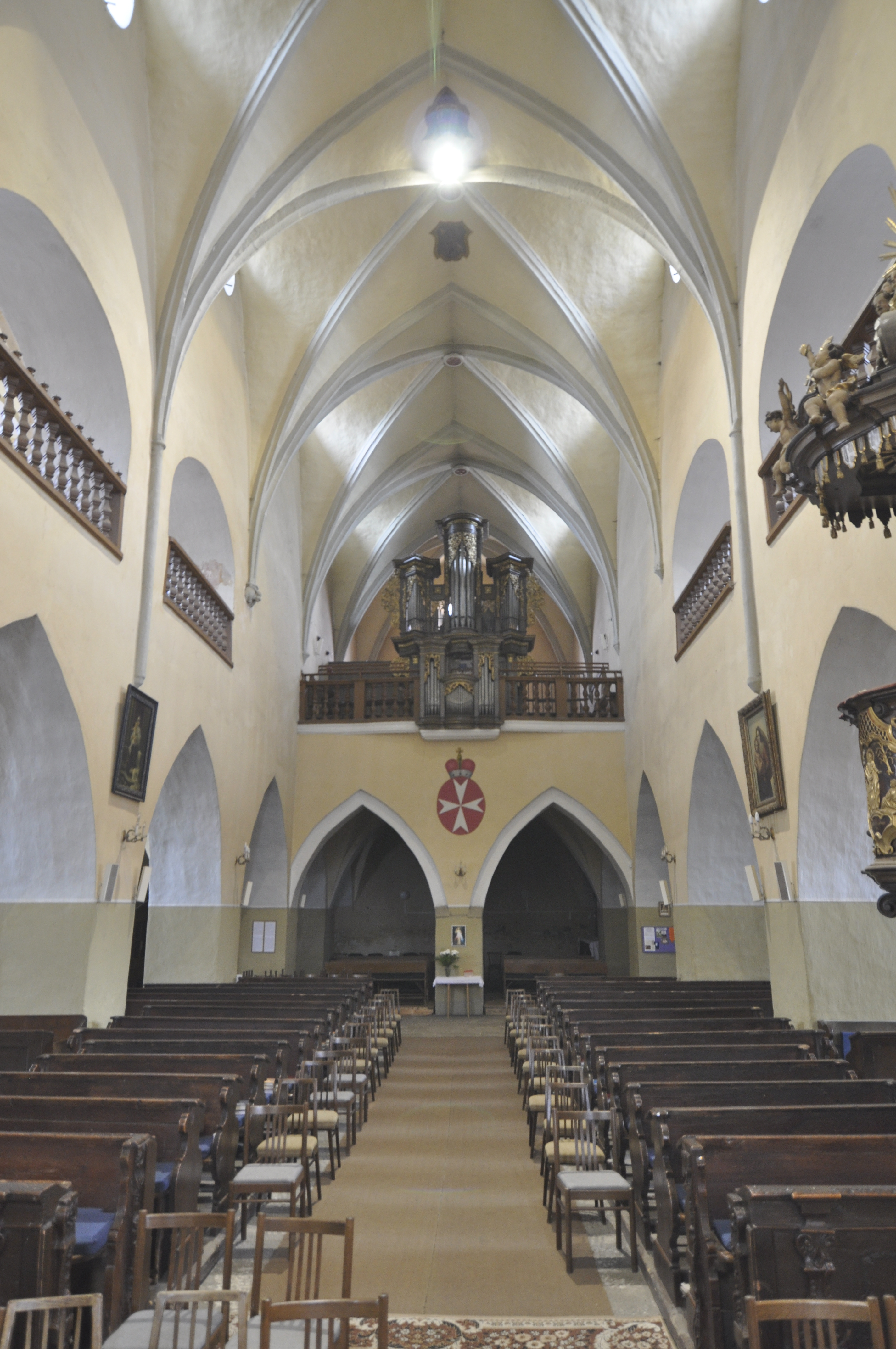
pohled na varhany
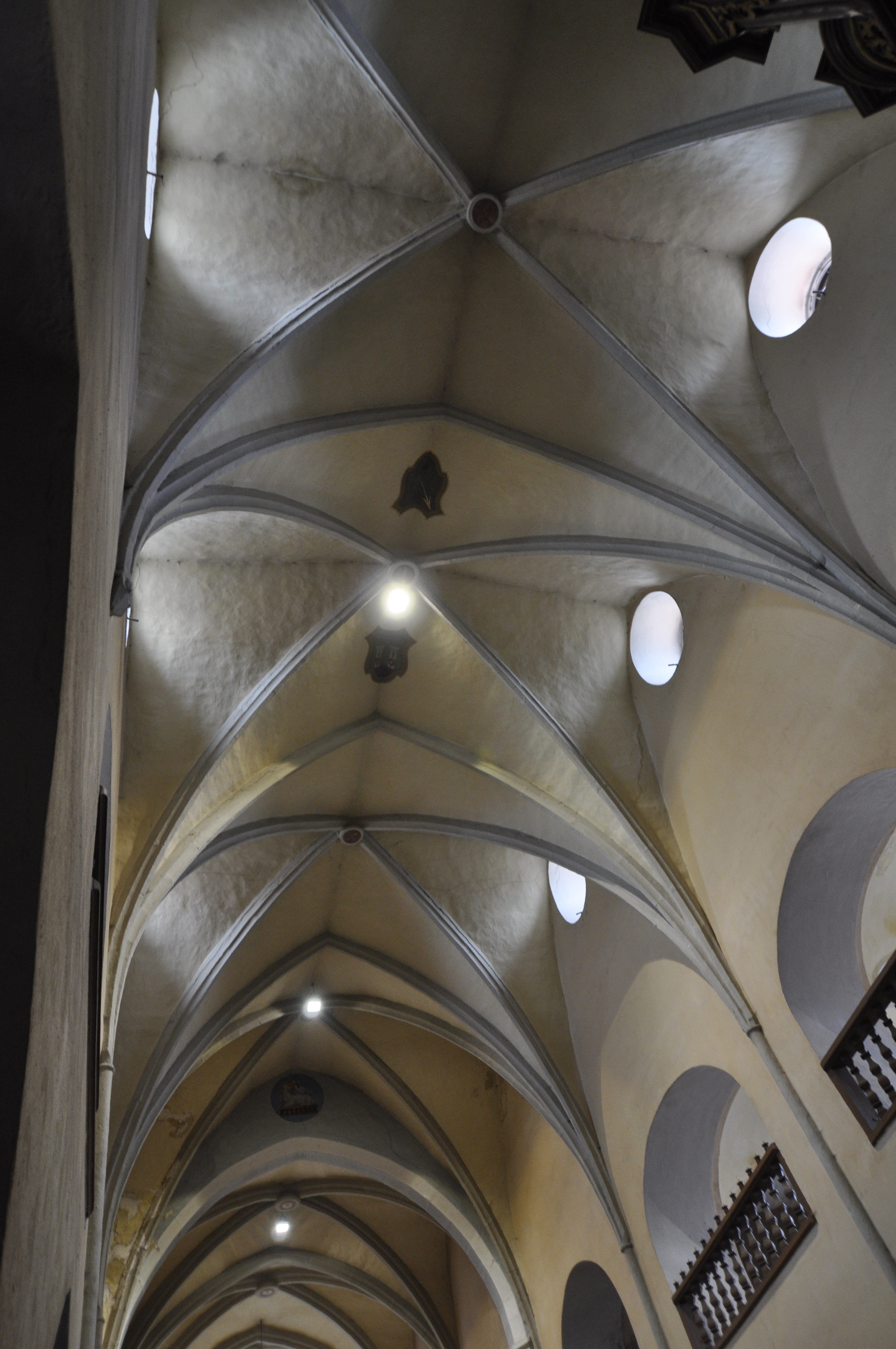
detail kleneb a žebroví nad hlavní lodí
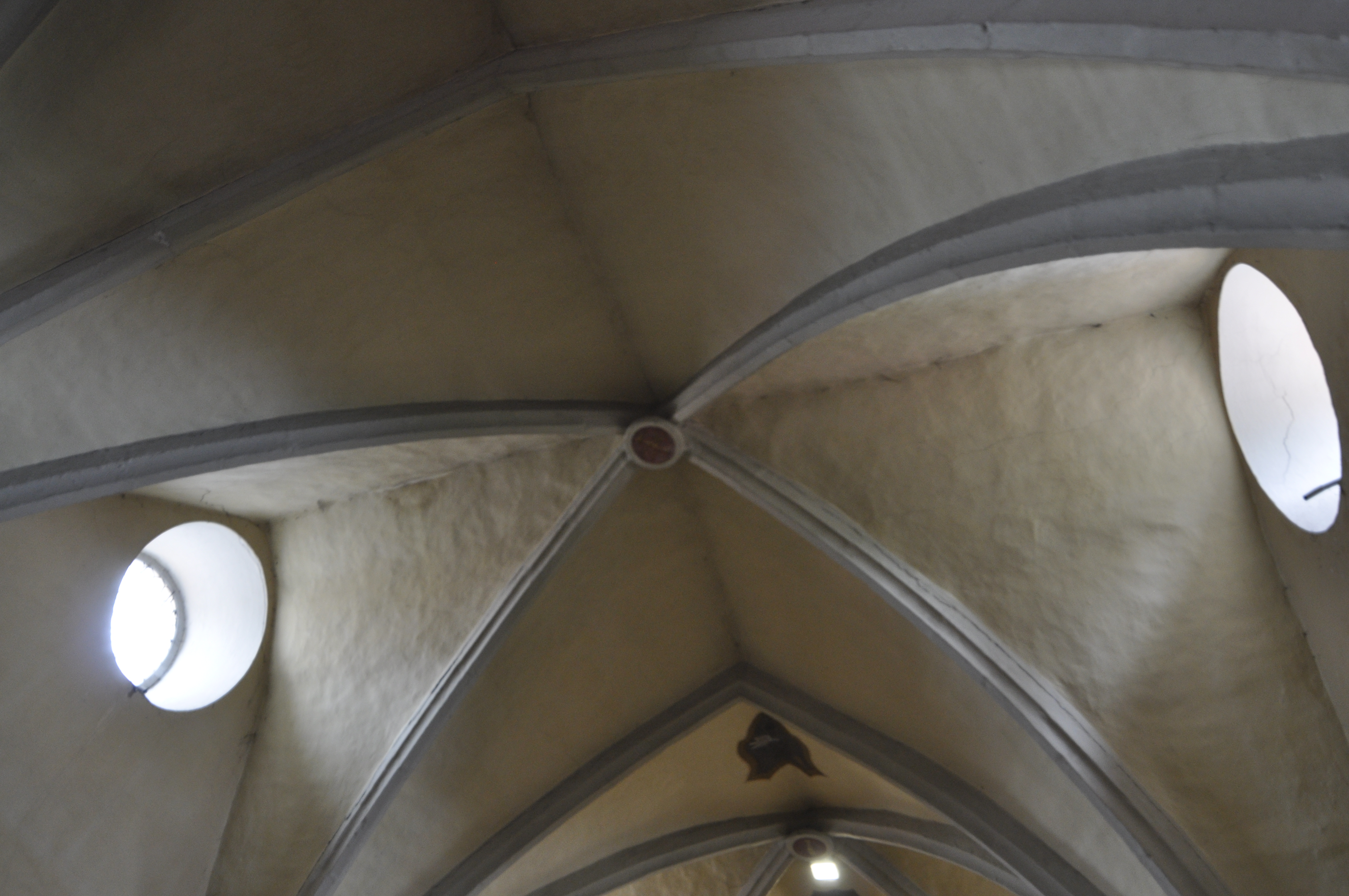
detail žebroví a oken
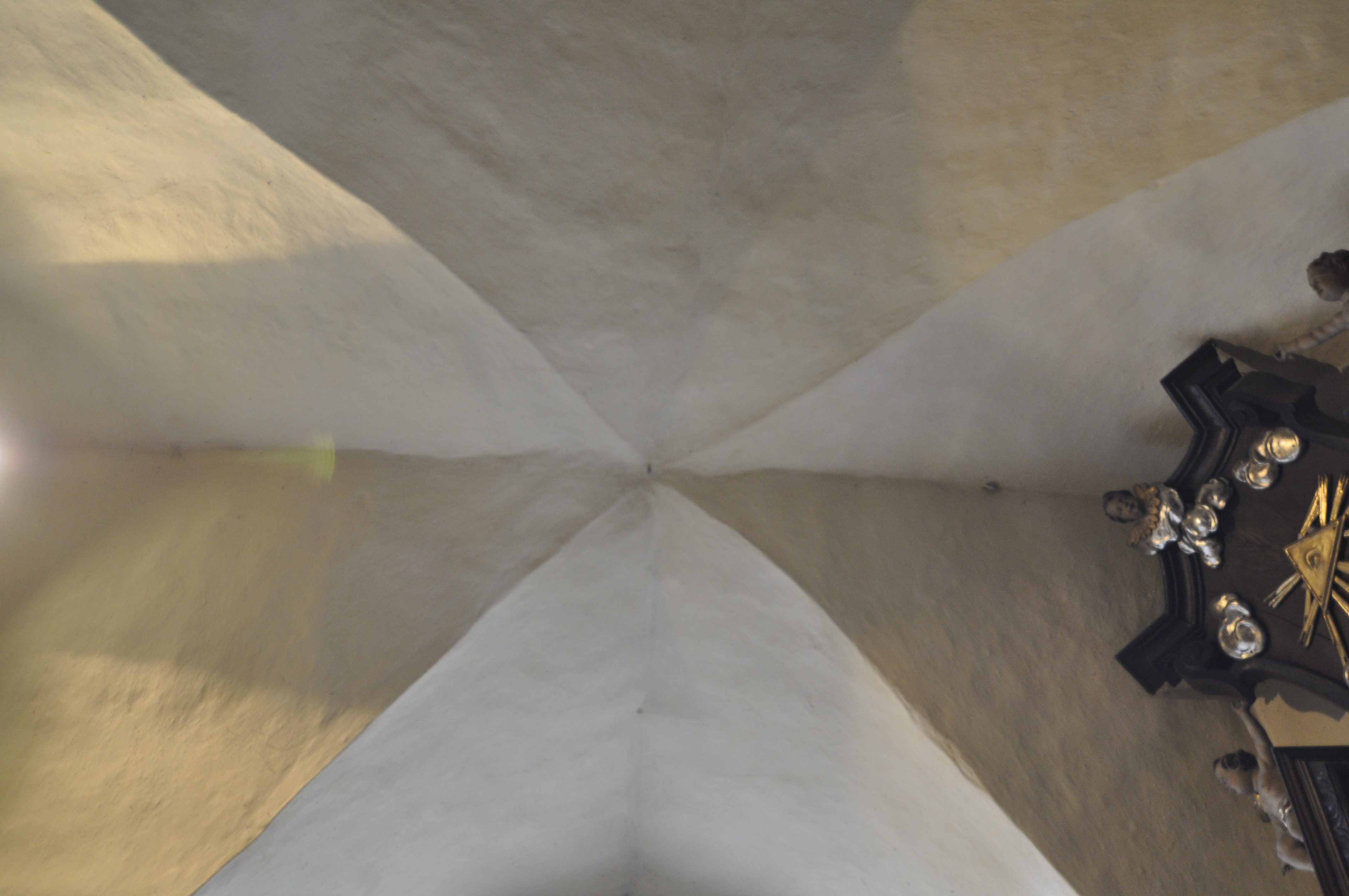
detail klenby nad vedlejšími loděmi
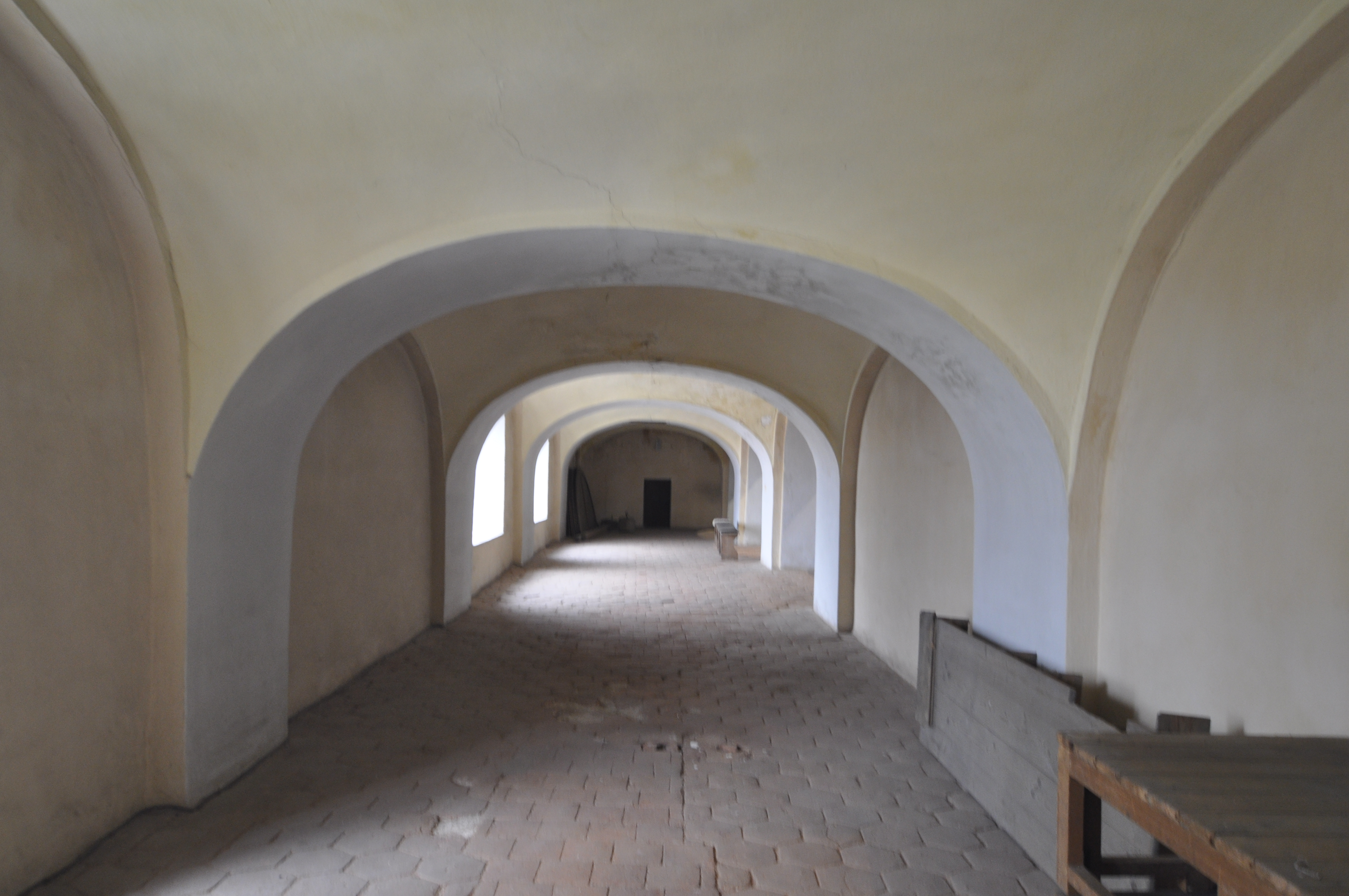
pohled na ochoz